# Dio - Distraught Overlord
Dio - Distraught Overlord (ディオ –DISTRAUGHT OVERLORD–) foi uma banda japonesa do movimento visual kei.

## História

### Começo da banda
O Dio começou como uma session band (onde os membros tocam por diversão ou para testar um determinado som) no final de 2005. Depois de mais ou menos um semestre depois, a banda decidiu mudar seu nome para Dio - Distraught Overlord e se tornaram uma banda verdadeira, ao invés de uma session band. No começo a banda consistia de apenas 4 membros: Mikaru como vocalista, Kei e Erina como guitarristas e Ivy no baixo. Nos primeiros meses de existência um baterista suporte os ajudou a tocar, mas futuramente foi reposto por Denka. Todos os membros já tinham experiência por causa de outras bandas, os dando alguma vantagem sobre outras bandas novas. Em Maio de 2006 a banda realizou seu primeiro show como Dio e distribuiu seu primeiro single: Garasu no Umi. Vários outros shows sucederam esse e em Dezembro a banda já estava lançando seu primeiro maxi single: Byakuya ni Moyuru Hana, que foi lançado simultaneamente no Japão e na Europa.

### O Fim da Banda
O guitarrista Erina deixou o grupo em setembro de 2009 e então a banda entrou em hiato até seu retorno em janeiro de 2010 com um membro suporte. E então em 13 de março de 2010 eles oficialmente anunciaram que a banda tinha chegado ao fim. No mesmo mês vocalista Mikaru iniciou um projeto chamado Digras, seus outros membros não foram anunciados ainda. Em janeiro de 2011, o baixista Ivy (agora como Tomoa) formou a banda Remming. Em julho, Mikaru e o baterista Denka (agora como Syu) formaram a banda Black-Line, e Erina está atualmente na banda VII-Sense.
Em 2016 a banda se reuniu para uma turnê na Europa, passando por seis países, com um show final em Tóquio.
Em 7 de maio de 2025 Kei faleceu, vítima de câncer de estômago.

## Membros
- Mikaru – vocal
- Kei – guitarra solo
- Erina – guitarra rítmica
- Ivy – baixo, líder
- Denka – bateria